# Ten Days of Dawn 1996
Die Ten Days of Dawn 1996 (auch Iran Fajr International 1996 genannt) im Badminton fanden vom 27. Januar bis zum 3. Februar 1996 in Ahvaz statt.

## Sieger und Platzierte
| Disziplin    | Gold                   | Silber                                  | Bronze                                |
| ------------ | ---------------------- | --------------------------------------- | ------------------------------------- |
| Herreneinzel | Chen Hong              | Zhang Jun                               | Saed Bahador Zakizadeh                |
| Herreneinzel | Chen Hong              | Zhang Jun                               | Siddharth Jain                        |
| Herrendoppel | Wu Changqing Zhang Jun | Ali Reza Shafiee Saed Bahador Zakizadeh | Chen Hong Igor Dmitriev               |
| Herrendoppel | Wu Changqing Zhang Jun | Ali Reza Shafiee Saed Bahador Zakizadeh | Afshin Bozorgzadeh Mohamad Reza Motei |